# Friedrich Leopold von Heintz

Friedrich Leopold von Heintz

Friedrich Leopold von Heintz (* 6. August 1790 in Dresden; † 15. Februar 1875 in Pillnitz) war ein sächsischer Generalleutnant.

## Leben
Friedrich Leopold war der Sohn des in der Schlacht bei Jena und Auerstedt gefallenen Majors von Heintz aus dem Regiment „Rechteu“. In dieses Regiment trat Friedrich im Alter von 13 Jahren als Kadett ein. An den Feldzügen von 1807 und 1809 nahm er als Leutnant teil und zeichnete sich dabei aus. 
Am Russlandfeldzug von Napoleon nahm er als Brigade-Adjutant teil. Gemeinsam mit seinem Brigadekommandeur, Generalmajor von Kregel, ging er bei Kobryn in Kriegsgefangenschaft. 
Nach dem Feldzug 1813 wechselte Heintz als Premierleutnant zur Leichten Infanterie und blieb bis 1832 bei diesem Truppenteil. Von da an wurde er mehrfach als Ordonnanzoffizier zum Prinzen Mitregenten kommandiert. 1838 wurde er Kommandeur des 1. Schützen-Bataillons und 1840 Königlicher Flügeladjutant. Ab 1846 war er als Oberst Kommandeur des Regiments „Maximilian“. Ende 1847 wurde Heintz zum Generalmajor und Brigadekommandeur ernannt. In dieser Funktion befehligte er die zusammengezogen Truppen bei Leipzig während der Aufstände im März 1848. Im Frühjahr 1849 befehligte Heintz die sächsische Brigade im Schleswig-Holsteinischen Krieg. Für die hervorragende Führung der Truppen im Gefecht bei Düppel wurde er am 23. August 1849 mit dem Kommandeurkreuz II. Klasse des Militär-St.-Heinrichs-Ordens beliehen.
Auf eigenen Wunsch trat er nach Beendigung des Feldzuges vom Militärdienst zurück. 
Im Jahre 1872 wurde ihm von seinem Kriegsherren persönlich der Charakter als Generalleutnant verliehen.
Von Heintz starb 1875 in Pillnitz.

## Familie
Heintz war mit Adolfine, geborene von Kiesenwetter († 11. März 1879) verheiratet. Aus der Ehe gingen die beiden Kinder Ernestine Sophie Marie (* 1834) und Anna (* 1838) hervor. 

## Auszeichnungen
- Kommandeurkreuz II. Klasse des Hannoveranischen Guelphen-Ordens[2]
- Russischer Orden der Heiligen Anna II. Klasse[2]
- Roter Adlerorden II. Klasse mit dem Stern[2]